# 半淞园路
半淞园路是位於中華人民共和國上海市黃浦區的一條道路，它北起外馬路，南至西藏南路-苗江路相交處。
道路建於1918年之後，路名來自半淞园。半淞园就在半淞园路望達路附近。